# Kababir
Kababir (in arabo كبابير‎?; in ebraico כבאביר‎?) è un quartiere di Haifa, in Israele. Situato sul monte Carmelo, Kababir è abitato in gran parte da arabi palestinesi di religione musulmana ahmadi, oltre che da ebrei. Il villaggio venne fondato nel XIX secolo dalla famiglia Odeh, originaria di Ni'lin e affiliata alla confraternita islamica della Shadhiliyya. La famiglia si convertì alla fede ahmadi negli anni 1920 sotto l'influenza del missionario Jalaluddin Shams. La comunità ahmadi di Kababir venne istituita da Shams nel 1929 e il villaggio divenne il principale centro ahmadi in Medio Oriente, dopo che Damasco venne abbandonata dalla comunità. Circondato da quartieri a maggioranza ebraica, Kababir si sviluppa in buona parte intorno a una strada circolare e include la Moschea di Mahmud e un centro commerciale. La natura isolata e le grandi abitazioni conferiscono al quartiere caratteristiche tipiche di un villaggio palestinese.